# Arthuria glochidii
Arthuria glochidii är en svampart som beskrevs av Gokhale, Patel & Thirum. 1953. Arthuria glochidii ingår i släktet Arthuria och familjen Phakopsoraceae.   Inga underarter finns listade i Catalogue of Life.